# La Esperantisto
 (avril 2018).
La Esperantisto (L'Espérantiste) est le premier journal en langue espéranto paru dans le monde, édité à Nuremberg. Le premier numéro fut publié en 1889 et présenté en trois langues, allemand, français, et espéranto.

## Publication
La Esperantisto parait de septembre 1889 à juin 1895. En février 1895, le magazine publie un article traduit par Léon Tolstoï. Cet article, intitulé « Raison et foi », a conduit l'Empire russe à censurer le journal en Russie. Léon Tolstoï tenta d'intervenir contre la censure russe, en vain. En décembre 1895, le mensuel La Esperantisto fut remplacé par un nouveau magazine, Lingvo internacia (eo), rédigé par un groupe espérantiste suédois d'Uppsala.
La Esperantisto était le projet de faire paraître en langue espéranto un journal dont l'idée revenait au fondateur de l'espéranto, Louis-Lazare Zamenhof. Ce dernier avait vainement tenté de publier un premier journal dans sa ville de Varsovie, mais sans succès. En octobre 1890, Zamenhof devint rédacteur en chef de La Esperantisto.
Le journal avait 60 % de ses ventes par abonnements. Le magazine avait environ 600 abonnés dans le monde et était publié mensuellement.